# Orientierungslauf-Weltcup 1990
Der Orientierungslauf-Weltcup 1990 war die dritte Auflage der internationalen Wettkampfserie im Orientierungslauf.
Die Norweger Håvard Tveite und Ragnhild B. Andersen gewannen die Gesamtwertung.

## Austragungsorte
| Wettkampf | Datum         | Austragungsort | Wettbewerb | Bemerkung |
| --------- | ------------- | -------------- | ---------- | --------- |
| 1         | 27. Mai       | Krakau         |            |           |
| 2         | 30. Mai       | Aarhus         |            |           |
| 3         | 3. Juni       | Voss           |            |           |
| 4         | 11. August    | Caroline       |            |           |
| 5         | 18. August    | Cle Elum       |            |           |
| 6         | 30. September | Vallée de Joux |            |           |
| 7         | 3. Oktober    | Mouthe         |            |           |
| 8         | 6. Oktober    | Uslar          |            |           |

## Gesamtwertung
| Männer | Männer | Männer            | Männer |
| Platz  | Land   | Athlet            | Punkte |
| ------ | ------ | ----------------- | ------ |
| 1      | NOR    | Håvard Tveite     | 184    |
| 2      | SWE    | Niklas Löwegren   | 181    |
| 3      | SWE    | Jörgen Mårtensson | 163    |
| 4      | NOR    | Petter Thoresen   | 163    |
| 5      | SWE    | Håkan Eriksson    | 161    |
| 6      | TCH    | Tomás Prokes      | 160    |
| 7      | FIN    | Keijo Parkkinen   | 157    |
| 8      | NOR    | Rolf Vestre       | 155    |
| 9      | FIN    | Reijo Mattinen    | 151    |
| 10     | SWE    | Martin Johansson  | 150    |

| Frauen | Frauen | Frauen               | Frauen |
| Platz  | Land   | Athlet               | Punkte |
| ------ | ------ | -------------------- | ------ |
| 1      | NOR    | Ragnhild B. Andersen | 181    |
| 2      | NOR    | Ragnhild Bratberg    | 180    |
| 3      | SWE    | Katarina Borg        | 170    |
| 4      | SUI    | Frauke Bandixen      | 167    |
| 5      | FIN    | Eija Koskivaara      | 164    |
| 6      | NOR    | Anne Line Nydal      | 162    |
| 7      | SWE    | Christina Blomqvist  | 162    |
| 8      | FIN    | Annika Viilo         | 159    |
| 9      | SWE    | Lena Molin           | 153    |
| 10     | SWE    | Kerstin Haglund      | 146    |